# Імре Комора
Імре Комора (угор. Komora Imre; 5 червня 1940, Будапешт — 15 серпня 2024) — угорський футболіст, що грав на позиції півзахисника. По завершенні ігрової кар'єри — тренер.
Виступав, зокрема, за клуб «Гонвед», а також національну збірну Угорщини.

## Клубна кар'єра
У дорослому футболі дебютував 1959 року виступами за команду клубу «Галадаш», в якій провів два сезони, взявши участь у 35 матчах чемпіонату.
У 1961 році перейшов до клубу «Гонвед», за який відіграв 11 сезонів. Більшість часу, проведеного у складі «Гонведа», був основним гравцем команди. Завершив професійну кар'єру футболіста виступами за команду «Гонвед» у 1972 році.

## Виступи за збірну
У 1964 році дебютував в офіційних матчах у складі національної збірної Угорщини. Протягом кар'єри у національній команді, яка тривала 5 років, провів у формі головної команди країни лише 2 матчі.
У складі збірної був учасником чемпіонату Європи 1964 року в Іспанії, на якому команда здобула бронзові нагороди, футбольного турніру на Олімпійських іграх 1964 року у Токіо, здобувши того року титул олімпійського чемпіона.

## Кар'єра тренера
Розпочав тренерську кар'єру, повернувшись до футболу після тривалої перерви, 1982 року, очоливши тренерський штаб клубу «Гонвед», де пропрацював до 1986. Згодом ще декілька разів повертавс на тренерський місток свого рідного клубу — у 1987, протягом 1997—1998 та, востаннє, у 1999 році.
Частину 1986 року був головним тренером національної збірної Угорщини.
У 1989 році прийняв пропозицію попрацювати у клубі «Олімпіакос». Залишив клуб з Пірея 1990 року.

## Титули і досягнення
- Олімпійський чемпіон: 1964